# Камениця-Польська (гміна)
Гміна Камениця-Польська (пол. Gmina Kamienica Polska) — сільська гміна у південній Польщі. Належить до Ченстоховського повіту Сілезького воєводства.
Станом на 31 грудня 2011 у гміні проживало 5606 осіб.

## Територія
Згідно з даними за 2007 рік площа гміни становила 46.72 км², у тому числі:
- орні землі: 48.00%
- ліси: 41.00%

Таким чином, площа гміни становить 3.07% площі повіту.

## Населення
Станом на 31 грудня 2011:
| Опис     | Загалом | Загалом | Чоловіки | Чоловіки | Жінки | Жінки |
| -------- | ------- | ------- | -------- | -------- | ----- | ----- |
| одиниця  | осіб    | %       | осіб     | %        | осіб  | %     |
| все      | 5606    | 100     | 2717     | 48.47    | 2889  | 51.53 |
| міське   | 0       | 100     | 0        |          | 0     |       |
| сільське | 5606    | 100     | 2717     | 48.47    | 2889  | 51.53 |

## Сусідні гміни
Гміна Камениця-Польська межує з такими гмінами: Возьники, Козеґлови, Ольштин, Порай, Почесна, Старча.